# Šárka Strachová
Šárka Strachová (* 11. února 1985 Benecko), rodným příjmením Záhrobská, je bývalá česká alpská lyžařka. Specializovala se na slalom, v němž se stala mistryní světa na šampionátu v Åre 2007. Celkově získala na mistrovstvích světa čtyři medaile.
Na Zimních olympijských hrách 2010 ve Vancouveru dojela ve slalomu na třetím místě a vybojovala tak první českou olympijskou medaili ze sjezdového lyžování po 26 letech.
V letech 2009, 2010 a 2015 byla vyhlášena Královnou bílé stopy – nejlepším lyžařem České republiky. Jejím starším bratrem je Petr Záhrobský, který také reprezentoval Česko ve sjezdovém lyžování.

## Sportovní kariéra
K lyžování ji přivedl otec Petr Záhrobský ve čtyřech letech; od dětství ji také trénoval především v Krkonoších, kam chodila v zimě i do školy, zatímco od jara do podzimu navštěvovala školu na Praze 1.
V sedmnácti letech poprvé závodila ve světovém poháru. Pod otcovým vedením získala kompletní sadu medailí z mistrovství světa (bronz ze Santa Cateriny 2005, zlato z Åre 2007 a stříbro z Val d'Isere 2009). V roce 2011 uvedla, že ji otec při trénincích přetěžoval a ve dvaceti letech začala trpět bolestmi kyčlí, kolen a páteře. Proto byl v roce 2006 její trenérský tým rozšířen o Antonína Stracha, kondičního trenéra a bývalého veslaře, který zásadně změnil její kondiční trénink, pití i stravu, podstatně doplnil regeneraci.
Od března 2009 otce jako trenéra opustila a její obměněný trenérský tým pak tvořili Antonín Strach, asistenti Miloš Machytka, Pavel Kubričan a fyzioterapeutka Dita Schönfeldová. S otcem se dohodla, že ji bude dál zastupovat u českých sponzorů, ovšem peníze, které otec od sponzorů dostal a které byly určeny na olympijskou přípravu, Záhrobské nedal. O rok později skončil Petr Záhrobský i v roli jejího manažera. V té době zároveň navázala spolupráci s Pavlem Šťastným, sjezdařským trenérem se zkušenostmi z USA a Kanady. Na mistrovství světa 2011 ve slalomu obsadila 12. místo, což byl její nejhorší výsledek od roku 2003. V březnu 2012 spolupráci se Šťastným předčasně ukončila, neboť byla nespokojená s výsledky.
Dne 5. července 2012 byla převezena do nemocnice s podezřením na nádor na mozku. To se však nepotvrdilo, šlo o nezhoubný útvar v oblasti hypofýzy, který byl lyžařce bez komplikací odoperován.
Dne 13. dubna 2013 se v Radotíně provdala za svého přítele Antonína Stracha a změnila příjmení na Strachová.
Na Zahajovacím ceremoniálu Zimních olympijských her 2014 v Soči se stala vlajkonoškou české výpravy.
V závěru května 2015 měl premiéru dokumentární film Dvě minuty mého života pojednávající o životních příhodách Strachové.
Dne 28. března 2017 oznámila ukončení své sportovní kariéry.
V září 2020 se stala předsedkyní Českého klubu fair play.

## Výsledky
- Zimní olympijské hry 2006 (Turín): 13. místo ve slalomu, 19. místo v kombinaci, 27. místo v superobřím slalomu, obří slalom nedokončila
- Zimní olympijské hry 2010 (Vancouver): 3. místo ve slalomu, 7. místo v superkombinaci, 27. místo ve sjezdu, v obřím slalomu nenastoupila ke startu
- Zimní olympijské hry 2014 (Soči): 10. místo ve slalomu, 9. místo v superkombinaci, obří slalom nedokončila
- Mistrovství světa 2001 (St. Anton): 21. místo ve slalomu
- Mistrovství světa 2003 (Svatý Mořic): 9. místo v kombinaci, slalom nedokončila
- Mistrovství světa 2005 (Santa Caterina): 3. místo ve slalomu, 5. místo v kombinaci, 10. místo v obřím slalomu
- Mistrovství světa 2007 (Åre): 1. místo ve slalomu, 4. místo v superkombinaci, 12. místo v obřím slalomu
- Mistrovství světa 2009 (Val d'Isere): 2. místo ve slalomu, 11. místo v superkombinaci, 15. místo v superobřím slalomu, 16. místo v obřím slalomu
- Mistrovství světa 2011 (Garmisch-Partenkirchen): 12. místo ve slalomu
- Mistrovství světa 2013 (Schladming): 8. místo ve slalomu, 37. místo v obřím slalomu
- Mistrovství světa 2015 (Beaver Creek / Vail): 3. místo ve slalomu[15]
- Mistrovství světa 2017 (Svatý Mořic): 5. místo ve slalomu

### Stupně vítězů ve Světovém poháru
| Umístění | Datum              | Místo                      | Závod  |
| -------- | ------------------ | -------------------------- | ------ |
| 3.       | 4. ledna 2007      | Záhřeb - Sljeme            | Slalom |
| 2.       | 7. ledna 2007      | Kranjska Gora              | Slalom |
| 2.       | 11. března 2007    | Zwiesel                    | Slalom |
| 2.       | 25. listopadu 2007 | Panorama                   | Slalom |
| 3.       | 14. března 2008    | Bormio                     | Slalom |
| 1.       | 30. listopadu 2008 | Aspen                      | Slalom |
| 3.       | 4. ledna 2009      | Záhřeb                     | Slalom |
| 3.       | 13. března 2009    | Åre                        | Slalom |
| 1.       | 29. listopadu 2009 | Aspen                      | Slalom |
| 2.       | 29. prosince 2014  | Küthai                     | Slalom |
| 3.       | 22. února 2015     | Maribor                    | Slalom |
| 3.       | 14. března 2015    | Åre                        | Slalom |
| 3.       | 29. listopadu 2015 | Aspen                      | Slalom |
| 2.       | 5. ledna 2016      | Santa Caterina di Valfurva | Slalom |
| 2.       | 12. ledna 2016     | Flachau                    | Slalom |
| 3.       | 3. ledna 2017      | Záhřeb                     | Slalom |
| 2.       | 11. března 2017    | Squaw Valley               | Slalom |

### Umístění ve Světovém poháru
| Rok/Pořadí | Rok/Pořadí | Celkově | Celkově | Sjezd  | Sjezd | Super-G | Super-G | Obří slalom | Obří slalom | Slalom | Slalom | Kombinace | Kombinace |
| Rok/Pořadí | Rok/Pořadí | Pořadí  | Body    | Pořadí | Body  | Pořadí  | Body    | Pořadí      | Body        | Pořadí | Body   | Pořadí    | Body      |
| ---------- | ---------- | ------- | ------- | ------ | ----- | ------- | ------- | ----------- | ----------- | ------ | ------ | --------- | --------- |
| 2002/03    | 2002/03    | 53.     | 133     | -      | -     | -       | -       | -           | -           | 19.    | 107    | 10.       | 26        |
| 2003/04    | 2003/04    | 32.     | 246     | -      | -     | -       | -       | 60.         | 2           | 10.    | 244    | -         | -         |
| 2004/05    | 2004/05    | 42.     | 172     | -      | -     | -       | -       | -           | -           | 11.    | 158    | 17.       | 14        |
| 2005/06    | 2005/06    | 30.     | 235     | -      | -     | -       | -       | 42.         | 16          | 10.    | 206    | 24.       | 13        |
| 2006/07    | 2006/07    | 9.      | 593     | -      | -     | 45.     | 11      | 20.         | 80          | 3.     | 405    | 6.        | 97        |
| 2007/08    | 2007/08    | 16.     | 503     | -      | -     | 29.     | 34      | 21.         | 63          | 5.     | 392    | 31.       | 14        |
| 2008/09    | 2008/09    | 12.     | 582     | -      | -     | 37.     | 24      | 37.         | 29          | 2.     | 459    | 11.       | 70        |
| 2009/10    | 2009/10    | 18.     | 373     | -      | -     | -       | -       | 43.         | 11          | 5.     | 347    | 27.       | 15        |
| 2010/11    | 2010/11    | 36.     | 178     | -      | -     | -       | -       | -           | -           | 10.    | 178    | -         | -         |
| 2011/12    | 2011/12    | 70.     | 75      | -      | -     | -       | -       | -           | -           | 25.    | 75     | -         | -         |
| 2012/13    | 2012/13    | 53.     | 127     | -      | -     | -       | -       | -           | -           | 20.    | 127    | -         | -         |
| 2013/14    | 2013/14    | 36.     | 199     | -      | -     | -       | -       | -           | -           | 13.    | 170    | 9.        | 29        |
| 2014/15    | 2014/15    | 17.     | 376     | -      | -     | -       | -       | -           | -           | 4.     | 376    | -         | -         |
| 2015/16    | 2015/16    | 20.     | 493     | -      | -     | -       | -       | -           | -           | 5.     | 493    | -         | -         |
| 2016/17    | 2016/17    | 21.     | 394     | -      | -     | -       | -       | -           | -           | 6.     | 394    | -         | -         |